# Koninklijke Antwerpse Zwemclub Scaldis
Le Koninklijke Antwerpse Zwemclub Scaldis (KAZSC) est un club belge de natation d'Anvers. Il est issu de la fusion en 1999 de deux clubs de ville, tous deux disposant d'un palmarès national en water-polo.

## Historique
Le Koninklijke Antwerpse Zwemclub (KAZC) est fondé en 1895. L'équipe masculine de water-polo a remporté vingt-trois fois le championnat de Belgique, titres remportés de 1924 aux années 1980.
Le Koninklijke Zwemclub Scaldis (KZSA) est fondé en 1948. Il concurrence le KAZC dans les années 1970 en remportant le championnat national trois fois entre 1973 et 1975.
En 1999, les deux clubs fusionnent sous le nom de Koninklijke Antwerpse Zwemclub Scaldis.

## Palmarès water-polo masculin
Pour le Antwerpse ZC :
- 23 titres de champion de Belgique : 1924, 1925, 1926, 1928, 1930, 1932, 1934, 1950, 1951, 1952, 1955, 1956, 1959, 1960, 1962, 1970, 1971, 1972, 1976, 1982, 1985, 1986 et 1987[4].
- 1 coupe de Belgique : 1990[5].

Pour le ZC Scaldis :
- 3 titres de champion de Belgique : 1973, 1974 et 1975[4].

Après la fusion :
- 2 coupes de Belgique : 2000 et 2003[5].